# Oslay József Osvald
Oslay József Osvald, OFM (Filóc, 1879. április 16. – Budapest, 1962. szeptember 9.) magyar katolikus pap, ferences szerzetes, tartományfőnök.
Nevéhez fűződik az országos jelentőségűvé vált Egri Norma szegénygondozási rendszer megalapítása, 1927-ben. Az Egri Norma működtetésére ugyanebben az évben megalapította a Ferences Szegénygondozó Nővérek szerzetesi közösségét.

## Élete
Oslay József 1879. április 16-án született a ma Szlovéniában található kisközségben, Filócon, szlovén földműves szülőktől. Szülei neve Oslay Márton és Terézia voltak.

### Szerzetesi, papi képzése
1895-ben lépett be a ferences rendbe, a Szent László királyról elnevezett Ladislai tartományba, Segesden. Szerzetesi nevét a VII. században élt Szent Oswaldról kapta.
A noviciátus után, 1896. szeptember 15-én tett egyszerű fogadalmat. Ezután először Pécsett tanult teológiát és filozófiát, majd 1898-tól a zágrábi egyetemen, 1899-től pedig Baján tanult teológiát. 1900. április 22-én tett örök fogadalmat, majd 1901. augusztus 24-én pappá szentelték.

### Szolgálati helyei
Pappá szentelése után néhány évig Dunaföldváron tevékenykedett: filozófiatanár, vicemagiszter, novíciusmagiszter, majd a klerikusok magisztere lett.
1911-ben Bajára került, ahol ugyancsak a klerikusok magisztere lett. 1912-től házfőnök (gvardián) Baján, 1913-tól pedig Máriaradnán vagy Máriagyűdön. Közben tanári szakvizsgát és teológia tanári vizsgát is tett.
1914-1923 között Gyöngyösön szolgált: magiszter, a dogmatika tanára és a Vincés Karitasz igazgatója lett. Itt kerülhetett először közeli kapcsolatba a szegénygondozás kérdésével, nehézségeivel, mely kérdések majd az Egri Norma létrehozására ösztönzik. Gyöngyösön 1915-1921 között definitor, 1922-től pedig custos (a tartományfőnök helyettese).
1923-ban Egerbe került és igen sokféle területen működött: házfőnök, szemináriumi és székesegyházi gyóntató, gvardián, magiszter, Szent Ferenc harmadrendjének igazgatója lett. 1925-ben Egerben kultúr- és lelkigyakorlatos házat alapított, a Szent Ferenc Otthont. Tulajdonképpen ebből nőtt ki az Egri Norma működési rendszere.
1926-tól Oslay lett a provincia valamennyi intézetének prefektusa.

### Tartományfőnöksége
1928. július 26-án a Gyöngyösön megtartott káptalan megválasztotta az ekkor már Kapisztrán Szent Jánosról nevezett ferences rendtartomány főnökévé.
Immár tartományfőnökként nekifogott a meglévő szegénygondozási rendszer átalakításához, egy új rendszer elindításához.
Tartományfőnöksége alatt, 1929-ben indult el a magyar ferencesek kínai missziója, melynek központja a budapesti Pasaréti Ferences Rendház lett. Ugyancsak a fővárosba helyezte a Kapisztrán Szent Jánosról nevezett ferences provincia központját.
Az 1931-es provinciális választás előtt a rend generálisa, Bonaventura Marrani arról értesítette a káptalant, hogy Oslay József Oswald nem választható meg újra tartományfőnöknek, mivel figyelmét egészen a szegénygondozásnak kell szentelje. Ezért Szécsénybe helyezték, itt ugyanis meglehetősen közel volt az új ferences női közösség Ludányhalásziban levő központjához és a nővérek lelki igazgatója lett. A következő években hitszónokként és a szegénygondozás apostolaként bejárta az egész országot.

### Az Egri Norma után
1938-ban Szegedre helyezték és egyben felmentették a Ferences Szegénygondozó Nővérek igazgatói tisztéből. E tény országos megdöbbenést keltett, mivel ekkorra a Norma már országszerte elterjedt és működött, ám Leonardo Bello generális nem adott magyarázatot.
1941-től Oslay Pasaréten élt, majd 1943-1948-ig ismét egri házfőnök lett, plébános és a ferences harmadrendiek igazgatója. 1947-ben Czapik Gyula egri érsek érseki tanácsossá nevezte ki, ám 1948-ban ismét Pasarétre helyezték, ahol hivatalosan gyóntatóként működött egészen 1959 márciusáig. Ekkor a Mártírok úti rendházba került. Itt ünnepelte pappá szentelésének 60. évfordulóját, a gyémántmisét.
1962. szeptember 9-én halt meg, a Széher úti kórházban. Szabó Imre esztergomi segédpüspök temette, 1962. szeptember 13-án, a Farkasréti temetőben. Temetésén számos egyházi elöljáró, püspök vett részt és természetesen a Ferences Szegénygondozó Nővérek immár feloszlatott közösségének több mint száz tagja.

## Egri Norma
Mielőtt Oslay József Osvald megalapította volna az Egri Normát, közel két évtizedig tanulmányozta a magyar szegénygondozás helyzetét országszerte, mindenhol, ahol csak papként, szerzetesként működött. A szegénygondozással kapcsolatos elképzeléseit 1927 augusztusában tárta Szmrecsányi Lajos egri érsek elé, akitől támogatást kapott. Ezután néhány rendtársát is beavatta a tervébe, majd egész ősszel szociális kérdésekkel foglalkozott a heti rendszerességgel megtartott konferenciabeszédeiben, az egri ferences templomban. Beszédeivel mintegy előkészítette egy új szegénypolitika bevezetését Egerben.
Úgy gondolta, a szegénygondozás csak összefogással működhet jól. Szükséges, hogy a Szegényügyi Hivatal, az Adománygyűjtő Hölgybizottság és az újonnan megalakuló Ferences Szegénygondozó Nővérek közössége együttműködjön.

## Egy új szerzetesrend alapítása
Konferenciabeszédeinek csúcspontján, 1927. november 22-én jelentette be, hogy Szent Ferenc harmadrendjének 6 tagja, immár valódi szerzetesként, életét a szegények szolgálatának szenteli. Ezzel létrejött a Ferences Szegénygondozó Nővérek szerzetesi közössége. Az alapítók Páhok Mária (Franciska nővér) és Krómann Mária (Mária Magdolna nővér) voltak.

## Főbb művei
Szt Ferenc nyomdokain. 1226-1926. (Bp., 1926: Szt Ferenc lelke)
Az élet trubadúrjai. Prohászka - Assziszi Szt Ferenc. Tanulmány, tanulság. Közzétette. Újpest, 1933
A Szeretet-Isten hőse az ártatlanokért és bűnösökért. Szabin testvér élete. Összeáll. Bp., 1934
Morális istenszolgai érzület. Mária gondozónővérek részére. 1. r. Ludány (ny. Vác)